# Dagon morena
Dagon morena is een vlinder uit de onderfamilie Nymphalinae van de familie Nymphalidae. De wetenschappelijke naam van de soort is voor het eerst geldig gepubliceerd in 1913 door Johannes Karl Max Röber.